# 세인트루이스 배틀호크스
| 세인트루이스 배틀호크스 |                                                                    |
| 콘퍼런스                | XFL 콘퍼런스                                                       |
| 디비전                  | XFL : 이스트 디비전 (2020년) 노스 디비전 (2023년)                  |
| 설립연도                | 2018년                                                             |
| 해체연도                |                                                                    |
| 역사                    | 세인트루이스 배틀호크스 (2018년~현재)                              |
| 경기장                  | 더 돔 앳 아메리카스 센터                                           |
| 연고지                  | 미주리주 세인트루이스                                              |
| 소유주                  | 폭스 코퍼레이션 대니 가르시아 드웨인 존슨 레드버드 캐피털 파트너스 |
| 회장                    |                                                                    |
| 단장                    |                                                                    |
| 감독                    | 앤서니 벡트                                                        |
| 리그 우승               |                                                                    |
| 콘퍼런스 우승           |                                                                    |
| 디비전 우승             |                                                                    |

세인트루이스 배틀호크스(영어: St. Louis BattleHawks)는 미주리주 세인트루이스를 연고지로 하는 UFL XFL 디비전 소속 미식축구 팀이다. 홈 경기장은 더 돔 앳 아메리카스 센터이다.

## 역대 홈경기장
| 경기장                   | 사용기간    | 수용인원 | 장소                  | 비고 |
| ------------------------ | ----------- | -------- | --------------------- | ---- |
| 세인트루이스 배틀호크스  |             |          |                       |      |
| 더 돔 앳 아메리카스 센터 | 2020년~현재 | 66,000명 | 미주리주 세인트루이스 | 빈칸 |